# Letiště Adelaide
Letiště Adelaide (IATA: ADL, ICAO: YPAD) je hlavní letiště obsluhující město Adelaide v Jižní Austrálii a je pátým nejvytíženějším na australském kontinentu - ke konci finančního období k 30. červnu 2017 jím prošlo přes 8 milionů cestujících. Nachází se v těsné blízkosti předměstí West Beach přibližně 6 km západně od centra města. Od 29. května 1998 letiště provozuje v dlouhodobém pronájmu od australské vlády společnost Adelaide Airport Limited.
Otevřeno bylo v roce 1955 a v roce 2005 byl otevřen nový dvojitý mezinárodní/vnitrostátní terminál, který získal řadu ocenění, včetně toho, že bylo letiště v roce 2006 jmenováno druhým nejlepším mezinárodním letištěm na světě (5-15 milionů cestujících). V letech 2006, 2009 a 2011 bylo také jmenováno nejlepším letištěm hlavního městě v Austrálii.